# Ana Rodean
Ana Veronica Rodean (n. 23 iunie 1984, Alba Iulia, Alba, România) este o atletă română, specializată în probele de marș.

## Carieră
Sportiva din Alba Iulia este multiplă campioană națională. A ocupat locul 12 la Universiada din 2009 în proba de 20 km marș. În anii 2013 și 2014 a câștigat maratonul de la Cluj.
După o pauză de aproximativ trei ani în care a practicat probele de alergare, motivată de antrenorul Octavian Măzăran, s-a reapucat de probele de marș. Revenirea a fost una de succes, calificându-se în premieră la Jocurile Olimpice de vară de la Rio, după ce a îndeplinit baremul la Campionatul Mondial de Marș pe echipe de la Roma cu rezultatul 1:35:38. În 2017 a participat la Campionatul Mondial și în 2018 la Campionatul European de la Berlin, clasându-se pe locul 19.
La Cupa Europeană de marș pe echipe din 2021 atleta a stabilit un nou record național la 35 km marș. În 2022 a participat la Campionatul Mondial de la Eugene și la Campionatul European de la München. În 2023 a doborât record național în proba de 35 de km marș.

## Realizări
| An   | Competiție                            | Locație                  | Loc | Eveniment  | Note    |
| ---- | ------------------------------------- | ------------------------ | --- | ---------- | ------- |
| 2009 | Cupa Europeană de marș                | Metz, Franța             | 25  | 20 km marș | 1:44:17 |
| 2009 | Universiada                           | Belgrad, Serbia          | 12  | 20 km marș | 1:39:55 |
| 2011 | Cupa Europeană de marș                | Olhão, Portugalia        | –   | 20 km marș | NT      |
| 2012 | Cupa Mondială de marș                 | Saransk, Rusia           | 33  | 20 km marș | 1:37:23 |
| 2016 | Campionatul Mondial de Marș pe echipe | Roma, Italia             | 51  | 20 km marș | 1:35:38 |
| 2016 | Jocurile Olimpice                     | Rio de Janeiro, Brazilia | 50  | 20 km marș | 1:38:42 |
| 2017 | Cupa Europeană de marș                | Poděbrady, Cehia         | 23  | 20 km marș | 1:36:06 |
| 2017 | Campionatul Mondial                   | Londra, Marea Britanie   | 34  | 20 km marș | 1:34:50 |
| 2018 | Campionatul Mondial de Marș pe echipe | Taicang, China           | 48  | 20 km marș | 1:35:17 |
| 2018 | Campionatul European                  | Berlin, Germania         | 19  | 20 km marș | 1:33:39 |
| 2021 | Cupa Europeană de marș pe echipe      | Poděbrady, Cehia         | 13  | 35 km marș | 2:59:27 |
| 2022 | Campionatul Mondial de Marș pe echipe | Muscat, Oman             | –   | 35 km marș | NT      |
| 2022 | Campionatul Mondial                   | Eugene, Statele Unite    | 26  | 35 km marș | 3:01:29 |
| 2022 | Campionatul European                  | München, Germania        | –   | 35 km marș | NT      |
| 2023 | Cupa Europeană de marș pe echipe      | Poděbrady, Cehia         | 12  | 35 km marș | 2:59:18 |
| 2023 | Campionatul Mondial                   | Budapesta, Ungaria       | –   | 35 km marș | NT      |

## Recorduri personale
| Distanță    | Timp       | Dată               | Locație     |
| ----------- | ---------- | ------------------ | ----------- |
| 10 km marș  | 46:47      | 2 noiembrie 2019   | București   |
| 20 km marș  | 1:33:39    | 11 august 2018     | Berlin      |
| 35 km marș  | 2:59:18 RN | 21 mai 2023        | Poděbrady   |
| Semimaraton | 1:18:33    | 15 septembrie 2013 | Oradea      |
| Maraton     | 2:49:20    | 13 aprilie 2014    | Cluj-Napoca |

## Legături externe
- Ana Rodean la Comitetul Olimpic și Sportiv Român (arhivat)
- en Ana Rodean la World Athletics
- en Ana Rodean la Olympedia.org
- en  Ana Rodean la athleticspodium.com